# Paul Gäbler (Schauspieler)

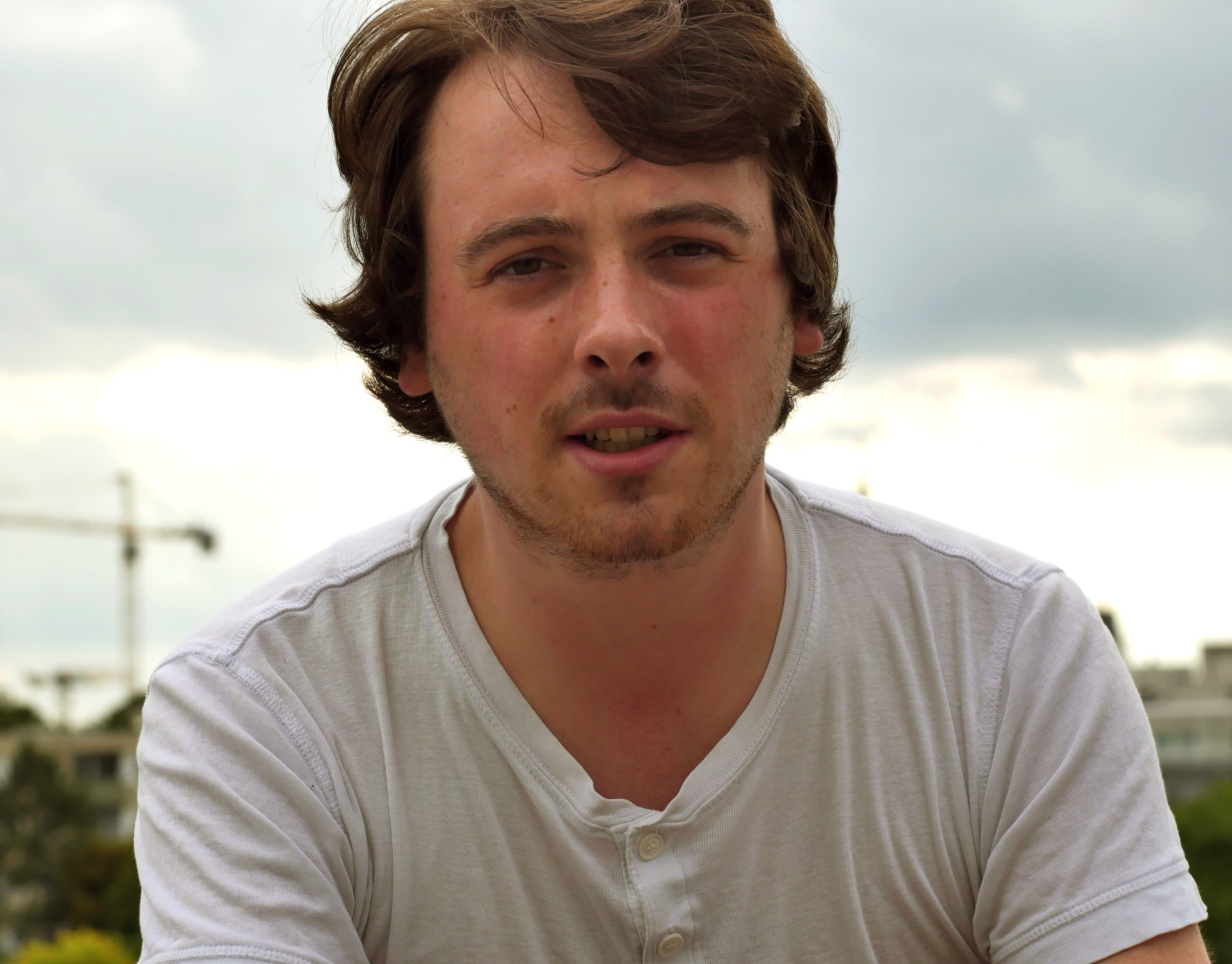
Paul Gäbler (2016)

Paul Christoph Gäbler (* 23. November 1993 in Berlin) ist ein deutscher ehemaliger Schauspieler und Medienschaffender.

## Leben
Paul Gäbler debütierte 2004 im Alter von zehn Jahren im Spielfilm Max und Moritz Reloaded. Es folgten weitere Auftritte im deutschen Fernsehen sowie in einigen Kinoproduktionen, darunter in Ameisen gehen andere Wege und in Wir sind jung, wir sind stark.
Nach dem Abitur an der Droste-Hülshoff-Oberschule im Jahr 2013 studierte er eigenen Angaben zufolge Geschichte und Politikwissenschaft an der Freien Universität Berlin und Sozialwissenschaften an der Humboldt-Universität Berlin und absolvierte ab 2021 eine Ausbildung an der privaten Journalistenschule „Die Reportageschule“ in Reutlingen. Er arbeitet als freier Journalist für diverse Medien und veröffentlichte in den Jahren 2022 und 2023 je ein Sachbuch zu den Musikgruppen Die Ärzte und Red Hot Chili Peppers.

## Filmografie (Auswahl)
- 2004: Max und Moritz Reloaded
- 2005: Sperling und die Katze in der Falle
- 2005: Familie Dr. Kleist (Fernsehserie, 4 Folgen)
- 2007: Ein spätes Mädchen (Regie: Hendrik Handloegten)
- 2007: Krimi.de (Fernsehserie, Folge Ausgeliefert)
- 2009: Ich, Tomek (Świnki)
- 2011: Ameisen gehen andere Wege
- 2014: Wir sind jung. Wir sind stark
- 2018: Der Boom (Kurzfilm)
- 2018: Tatverdacht – Team Frankfurt ermittelt (Fernsehserie, Folge Vermisst)

## Veröffentlichungen
- Die Ärzte: 40 Jahre Punk – Von der Skandalband zum Kultstatus, Sachbuch, Riva, München 2022, ISBN 978-3-7423-2231-9
- Red Hot Chili Peppers: 40 Jahre Rockgeschichte – Mehr als Drogen, Exzesse und Skandale – die Kultband aus L.A. und ihre Geschichte, Sachbuch, Riva, München 2023, ISBN 978-3-7423-2371-2